# Independências
Independências (estilizado como IndependênciaS) é uma série de dramaturgia brasileira em 16 episódios, produzida pela TV Cultura e exibida todas às quartas-feiras, às 22h, e reprisada aos domingos, às 22h, de 7 de setembro a 21 de dezembro de 2022.
Desenvolvida pelo diretor e cineasta Luiz Fernando Carvalho e escrita por Luis Alberto de Abreu, teve roteiro assinado por Alex Moletta, Paulo Garfunkel e Melina Dalboni com a colaboração de Kaká Werá Djecupé, Ynaê Lopes dos Santos, Cidinha da Silva e Tiganá Santana. A ideia do projeto surgiu na TV Cultura a partir de pesquisa inicial realizada pelo jornalista José Antonio Severo.
A série estreou no dia do bicentenário da independência do Brasil e faz uma releitura contemporânea de fatos da história brasileira a partir da aurora do século XIX, desde a fuga da família real portuguesa para o país, em 1808, até a morte de D. Pedro I, já em Portugal, em 1834.
Foi considerada pela crítica como a primeira teledramaturgia decolonial, apresentada por um ângulo crítico a partir da nova historiografia brasileira, que inclui outros personagens postos à margem da história oficial. Ao dar voz a mulheres, heróis da resistência, indígenas e negros escravizados, Luiz Fernando Carvalho constrói um mosaico raro e inédito, raramente visto em representações audiovisuais, e que tenta mostrar a pluralidade da nação brasileira.
É mais uma parceria entre Luiz Fernando Carvalho e o dramaturgo Luís Alberto de Abreu, com quem o cineasta já realizou as minisséries ‘Hoje é dia de Maria’, ‘Capitu’ e ‘A Pedra do Reino’.
O elenco mescla lançamentos com atores consagrados, como Antonio Fagundes, Daniel de Oliveira, Isabél Zuaa, Gabriel Leone, Ilana Kaplan, André Frateschi, Celso Frateschi, Cassio Scapin, Rafael Cortez, Walderez de Barros e Maria Fernanda Candido, entre outros. Entre os lançamentos, estão Alana Ayoká, Marcela Vivan, Verônia Mucúna Jamila Cazumbá e Ywy’zar Guajajara.

## Argumento
A premissa da série foi a necessidade de revisar a representação de processos históricos, como o quadro "Independência ou Morte", considerada a obra mais consagrada e difundida do momento da independência do Brasil. O quadro de Pedro Américo, como escreveu o diretor Luiz Fernando Carvalho, "em tudo soa falso, espécie de fake news da época, imperialista e excludente. Nos perguntamos: onde estão as mulheres? Onde foi parar Maria Felipa, Leopoldina, Maria Quitéria e mártires como Soror Joana Angélica? José Bonifácio? Frei Caneca? Chaguinhas! E o povo, heróis anônimos de tantos levantes populares? Marisqueiras de Itaparica, onde?".

## Enredo
O ponto de partida é 1808, quando duas travessias distintas cortam o Atlântico. Africanos escravizados desembarcam no Brasil. O príncipe regente Dom João VI e sua família se refugiam no Rio de Janeiro diante da ameaça representada por Napoleão Bonaparte. A colônia se transforma, reconstruída pela mão de obra escravizada, e revela a intimidade entre a elite, os traficantes de pessoas e a corte. Nos anos seguintes, a violência contra os povos originários eclode. Revoltas lideradas por heróis comuns, estudantes e políticos progressistas abalam a monarquia. Gritos de resistência, vindos de outros cantos do país, contrapõem o grito oficial de independência dado por um Dom Pedro I hesitante, em 1822. Levantes, espalhados por todo o país, contribuíram para a Independência e tiveram como líderes personagens até então apagados: a marisqueira Maria Felipa, Frei Caneca, Chaguinhas, Gonçalves Ledo, Antonio Carlos Andrada e Maria Quitéria.

## Elenco
| Ator                   | Personagem                            |
| ---------------------- | ------------------------------------- |
| Antônio Fagundes       | Dom João VI                           |
| Daniel de Oliveira     | Pedro I do Brasil                     |
| Isabél Zuaa            | Peregrina                             |
| Alana Ayoká            | Peregrina (criança)                   |
| Ilana Kaplan           | Carlota Joaquina de Bourbon           |
| Louisa Sexton          | Maria Leopoldina da Áustria           |
| Gabriel Leone          | D. Miguel I de Portugal               |
| Walderez de Barros     | Maria I de Portugal                   |
| Celso Frateschi        | José Bonifácio de Andrada e Silva     |
| André Frateschi        | Francisco Gomes da Silva (Chalaça)    |
| Cassio Scapin          | Plácido de Abreu                      |
| Marcela Vivan          | Domitila de Castro                    |
| Dani Ornellas          | Osória                                |
| Zahy Guajajara         | Inaiá                                 |
| Ywy'zar Guajajara      | Cyara                                 |
| Jamile Cazumbá         | Joana Flor                            |
| Verônia Mucúna         | Maria Felipa                          |
| Maria Fernanda Cândido | Maria Graham                          |
| Katia Daher            | Isobel                                |
| Carol Brada            | Marquesa de Aguiar                    |
| Marat Descartes        | Francisco José Rufino de Sousa Lobato |
| José Renato Forner     | Martim Francisco Andrada              |
| Sergio Siviero         | Antonio Carlos Andrada                |
| Flávio Tolezani        | Gonçalves Ledo                        |
| Wilson Rabelo          | Padre José Maurício Nunes Garcia      |
| Rafael Cortez          | Marquês de Marialva                   |
| Cacá Carvalho          | Barão                                 |
| Renato Borghi          | Paulo Fernandes Viana                 |
| Pedro Paulo Rangel     | Bibliotecário                         |
| Luís Mármora           | Elias o Turco                         |
| Rogério Brito          | Paulino                               |
| Léa Garcia             | Isolina (mãe de Osória)               |
| Ermi Panzo             | Holufema                              |
| Juliana Sanches        | Maria Quitéria                        |
| Simone Makhamra        | Joana Angélica                        |
| Júlio Silvério         | Chaguinhas                            |
| Plínio Soares          | Padre Antônio                         |
| Alli Willow            | Noemy                                 |
| Bruna Miglioranza      | Benedita de Castro Canto e Melo       |
| Odilon Esteves         | Francisco de Castro do Canto e Melo   |
| Tay Lopez              | Frei Caneca                           |
| Marcelo Andrade        | Major Vidigal                         |
| Fafá de Belém          | Madame Corneta                        |
| Margareth Menezes      | Engrácia                              |
| Dárcio de Oliveira     | Francisco Montezuma                   |
| Jussara Freire         | Fazendeira escravocrata               |

## Produção
Resultado de um processo criativo colaborativo que se estendeu de julho de 2021 a maio de 2022, desde a pesquisa, criação, escrita, preparação e realização, a série foi totalmente filmada no Galpão criativo de Luiz Fernando Carvalho, na Vila Leopoldina, onde também foram realizados os ensaios. 
A preparação do elenco teve início com oficinas práticas e teóricas, com a poeta, ensaísta, professora e dramaturga Leda Maria Martins, as historiadoras Ynaê Lopes dos Santos e Lilia Schwarcz, a psicanalista Maria Rita Kehl e Jaqueline Côelho. 
As gravações da série foram realizadas em 70 diárias e concluídas em maio, no mesmo tablado circular - chamado de Cosmograma pelo diretor - onde os atores ensaiaram seus papeis.
O estilista Alexandre Herchcovitch desenvolveu os figurinos para a série no ateliê montado no Galpão criativo do diretor.
A linguagem experimental e híbrida da obra envolveu diversos vocabulários narrativos. A narração que estrutura toda a história, na voz da personagem Peregrina (Isabél Zuaa), é feita em kimbundu, língua de matriz africana traduzida por legendas em português professor Niyi Monanzambi (UFBA). Os diálogos indígenas foram criados pelo escritor Kaká Werá Djecupé em tupi-guarani e recriados pela atriz indígena Zahy Guajajara, que traduziu para o Ze’eng eté, uma derivação do tupi falada pela etnia Guajajara.As cenas em inglês foram traduzidas do português antigo por Brian Hazlehurst, que também aprimorou a pronúncia dos respectivos atores.

## Recepção
"A diferença que salta aos olhos, logo no primeiro episódio, é a restituição do papel das matrizes africana e indígena na constituição da identidade multifacetada do Brasil. (...) O excesso visual e o antinaturalismo, marcas de estilo, deram a Luiz Fernando Carvalho um lugar distinto na tevê. Agora, ele dá um passo mais largo e confronta o espectador com um país de extremos, admirado por seu imaginário abundante e, ao mesmo tempo, incapaz de se ver".

—Cássio Starling Carlos, Carta Capital.
A série foi bem recebida pela crítica. Para o crítico Ubiratan Brasil, a série é um "programa que vai ficar para a história. Certamente é uma das melhores produções do ano". Segundo o filósofo, sociólogo e diretor-regional do Sesc-SP Danilo Santos de Miranda, o primeiro episódio "nos deixou a todos impactados por sua beleza artística e sua abordagem mais que necessária deste capítulo de nossa história".
O jornalista Naief Haddad escreveu: "a originalidade do ponto de vista visual e narrativo, que caracteriza os trabalhos de Carvalho, é outra marca da série.(...) Nos 200 anos do grito do Ipiranga, vem a calhar um imperador insólito e falível, sem a pose de herói eternizada no quadro de Pedro Américo".
Para Esther Imperio Hamburger, professora titular de história do cinema e do audiovisual da Escola de Comunicações e Artes da USP, a "série pop barroca convida a uma experiência sinestésica da biodiversidade brasileira, animal, vegetal, étnica, de gênero, religiosa, linguística, histórica, passado e presente. Uma nova dramaturgia para dar conta da nova historiografia".  Em O Globo, a crítica Patrícia Kogut deu nota 10 para “Independências”: Antonio Fagundes e Ilana Kaplan estão maravilhosos. E o diretor, como sempre, usa uma linguagem inovadora e emociona. 
No artigo assinado pelo crítico Rodrigo Fonseca, "o primeiro episódio (...) é um esplendor sinestésico, misturando imagens de arquivo de aldeias, fotos, pinturas e uma atuação devastadora de Ilana Kaplan como Carlota Joaquina. Esse capítulo abre-alas promove, na sua dramaturgia (a um só tempo barroca e pop), uma cartografia da indignidade humana imposta aos povos originários da Pangeia latina e aos escravizados africanos. É uma espécie de “La Chinoise” (1967), com toda a semiótica do Godard de ontem e de hoje".
Para o diretor Gabriel Priolli, "Independências está a anos-luz da desambição estética da atual telenovela e mesmo das séries brasileiras, que supostamente seriam uma evolução da progenitora. Não é produto de entretenimento, é obra de arte".
Como observou Letícia Magalhaes, "a série tem forte linguagem teatral, e ao mesmo tempo apresenta técnicas impossíveis no teatro, como o uso do close-up extremo, com a câmera bem perto do rosto dos atores”. 